# Epicoma tristis
Epicoma tristis is een vlinder uit de familie van de tandvlinders (Notodontidae), uit de onderfamilie van de Thaumetopoeinae. Deze soort is voor het eerst wetenschappelijk beschreven als Bombyx tristis door Edward Donovan in een publicatie uit 1805.
De soort komt voor in Australië.